# Macrothylacia digramma
Macrothylacia digramma é uma espécie de insetos lepidópteros, mais especificamente de traças, pertencente à família Lasiocampidae.
A autoridade científica da espécie é Meade-Waldo, tendo sido descrita no ano de 1905.
Trata-se de uma espécie presente no território português.